# Gohaku-Kai
Gohaku-Kai (剛泊会) è un acronimo che sta ad indicare: Goju-ryu Tomari-te Karatedo Kyokai (沖縄剛柔流・泊手空手道協会). Esso è un tipo di Karate creato da Tokashiki Iken. Tokashiki studiò sotto du principali maestri: Nakasone Seiyu (1890-1980, Tomari-te) e Fukuchi Seiko (1919-1975, Goju-Ryu). L'honbu dojo è situato nel distretto di Oroku, nel città di Naha, Prefettura di Okinawa. Altri dojo sono siituati a: Kyushu, Kanto e nelle regioni di Tokai del Giappone, con diverse filiali in Canada e una in India. I nuovi studenti vengono prima avviati al Gōjū-ryū e solo successivamente al Tomari-te.